# Fábián Gyula (néprajzkutató)
Fábián Gyula (Losonc, 1884. április 12. – Szombathely, 1955. szeptember 22.) magyar rajztanár, etnográfus, ifjúsági író, festőművész.

## Életútja
Fábián Flórián losonci építőmester és Pallász Mária fia. 1904-ben Budapestre ment, s a Budapesti Képzőművészeti Főiskola hallgatója lett, népművészeti anyaggyűjtését palócföldön kezdte. 1908-tól 1915-ig Sárváron, majd 1915-től 1943-ig Szombathelyen tanított, ahol 1918-tól a múzeumi képtár őre, 1919-től vezetője volt. Művészi tevékenységét olaj-, akvarell-, rézkarc-, kerámiadarabjai jelzik. Szerepelt az Iparművészeti Múzeum több kiállításán. Rajzai megjelentek Malonyay Dezső A magyar nép művészete című munkájában. Több szakcikkét a Néprajzi Értesítő közölte. Számos történelmi, ifjúsági regény szerzője. Feleségével, Biczó Ilonával közösen nyitott képzőművészeti szabadiskolát. A szombathelyi Jáki úti temetőben nyugszik, sírhelyét a Nemzeti Emlékhely és Kegyeleti Bizottság „A” kategóriában a Nemzeti sírkert részévé nyilvánította.

## Emlékezete
1993 óta utca viseli nevét Szombathelyen.

## Művei
- Olaszországi levelek (útirajz, Celldömölk, 1908)
- A fehér sas (regény, Budapest, 1929; Biczó András rajzaival)
- A kis Mozart (regény, Budapest, 1928; Biczó András rajzaival)
- A zöld elefánt (regény, Budapest, 1928; Biczó András rajzaival)
- Gábor diák (regény, Budapest, 1930; Fábiánné Biczó Ilona rajzaival)
- A szajki cserkésztábor (regény, Szombathely, 1930; Fábiánné Biczó Ilona rajzaival)
- Szilasy Bálint diáksága (regény, Budapest, 1931; Éless István rajzaival)
- Faludi útra kél (színmű, Szombathely, 1932)
- A jáki gerencsérek (tanulmány, Vasi Szemle, 1934)
- Különös háború (regény, Budapest, 1935; hasonmás kiadás: Szombathely, 2004; Fábiánné Biczó Ilona rajzaival)
- Hej Rákóczi, Bercsényi, Bezerédj! (regény, Budapest, 1936; Horváth Jenő rajzaival)
- Bodri (regény, Budapest, 1938; Györgyfi György rajzaival)
- Az ősemberek völgye (regény, Budapest, 1939; Györgyfi György rajzaival)
- Sajkások hadnagya (regény, Budapest, 1940; Budapest, 2004; Györgyfi György rajzaival)
- Táborozás a Balatonnál (regény, Budapest, 1940; Biczó András rajzaival)
- A Rozmaring-örs kalandjai (regény, Budapest, 1942; Biczó András rajzaival)
- A vörössipkás diákok (regény, Budapest, 1948; Biczó András rajzaival)